# Uyển quý phi (Hàm Phong)
Uyển quý phi Tác Xước Lạc thị (索绰络氏, 1835 - 1894), là một phi tần của Thanh Văn Tông Hàm Phong Hoàng đế.

## Thân thế
Uyển Quý phi Tác Xước Lạc thị (索绰络氏) sinh vào ngày 11 tháng 9 (âm lịch) năm Đạo Quang thứ 15 (1835), xuất thân từ [Nội Vụ phủ Chính Bạch kỳ Quản lĩnh Hạ nhân], tức là người Bao y Chính Bạch kỳ. Bà cô của bà chính là Thụy Quý nhân của Thanh Cao Tông Càn Long Đế.
Xét về chỉnh thể gia tộc Tác Xước Lạc thị của bà còn cao hơn Tào gia - thế gia Nội vụ phủ khác được nhiều người biết đến. Ông cố Đức Bảo (德保), ông nội Anh Hòa và cha bà Khuê Chiếu đều là những người uyên bác, dùng văn thơ xây dựng sự nghiệp. Gia tộc của bà được xem là một thế gia khoa cử của Nội Vụ phủ, được xưng là "Bốn thế hệ, năm Hàn Lâm", thậm chí có người cho rằng đây là gia đình đứng đầu Nội vụ phủ.
Tổ tiên của bà là Đô Đồ (都图) vào những năm đầu triều Khang Hi từng được Khang Hi Đế ban họ [Thạch] (石), vì vậy bà còn được gọi là Thạch thị (石氏). Đô Đồ đương thời là Đại thần Nội vụ phủ, là sủng thần của Khang Hi. Con trai và cháu nội của Đô Đồ đều không xuất sĩ, chỉ là người nhàn tản của Chính Bạch kỳ. Điều này khiến cho thời trung hậu kỳ của triều Khang Hi, gia tộc này dần không còn nổi danh. Trưởng tôn của Đô Đồ là Phú Ninh (富宁), đậu Cử nhân vào những năm Ung Chính, bắt đầu từ đây mà gia tộc quay trở lại con đường khoa cử, gia thế càng lúc càng đi lên. Phú Ninh có một em trai là Vĩnh Ninh (永宁), con trai Vĩnh Ninh là Quan Bảo (观保) đậu Tiến Sĩ vào năm Càn Long thứ 2 (1737), làm quan đến Thượng thư, sau khi qua đời được truy thụy "Văn Cung" (文恭). Con gái của Quan Bảo chính là Trắc thất của Vinh Thuần Thân vương Vĩnh Kỳ.

## Đại Thanh tần phi
Năm Hàm Phong thứ 2 (1852), bà tham gia [Nội vụ phủ Tuyển tú] đầu tiên của triều Hàm Phong. Nửa tháng sau, bà được chỉ định làm [Nội đình Chủ vị], phong làm Uyển Thường tại (婉常在). Theo nguyên tắc của nhà Thanh, thông qua Nội vụ phủ Tuyển tú chỉ có thể là Cung nữ tử, tuy nhiên Tác Xước Lạc thị lại ngay lập tức có thể trở thành Nội đình Chủ vị có lẽ một phần lớn lý do từ gia đình bà vốn là Thế gia của Nội vụ phủ. Tháng 9, bà tiếp tục được tấn phong làm Uyển Quý nhân (婉贵人). Tác Xước Lạc thị là phi tần đầu tiên được Văn Tông nạp vào cung trong những năm Hàm Phong. Điều này khiến nhiều người cho rằng bà vốn là Thị thiếp ở tiềm để của Văn Tông, tuy nhiên trong sách văn của bà không nhắc đến "từ tiềm để" vậy nên chỉ có thể là từ cung nữ được lâm hạnh mà trở thành phi tần.
Năm Hàm Phong thứ 3, tấn phong  Uyển tần (婉嬪). Năm 1861, Hàm Phong qua đời, Đồng Trị lên ngôi, tấn tôn làm Hoàng Khảo Uyển phi (皇考婉妃). Năm 1874, bà tiếp tục được tấn tôn làm Uyển Quý phi (婉貴妃).
Năm Quang Tự thứ 14 (1894), ngày 20 tháng 6, Uyển Quý phi qua đời, hưởng thọ 58 tuổi. Năm Quang Tự thứ 19 (1897), ngày 18 tháng 4 (âm lịch), quan tài của bà, Mân quý phi Từ Giai thị cùng Trang Tĩnh Hoàng quý phi  cùng được chuyển đến an táng vào Phi viên tẩm của Định lăng (定陵), Thanh Đông lăng.